# Schoenus nitens
Schoenus nitens är en halvgräsart som först beskrevs av Robert Brown, och fick sitt nu gällande namn av Johann Jakob Roemer och Schult.. Schoenus nitens ingår i släktet axagssläktet, och familjen halvgräs.

## Underarter
Arten delas in i följande underarter:
- S. n. concinnus
- S. n. nitens